# Goneatara
Goneatara Bishop & Crosby, 1935 è un genere di ragni appartenente alla famiglia Linyphiidae.

## Distribuzione
Le quattro specie oggi attribuite a questo genere sono state reperite nel territorio statunitense.

## Tassonomia
A dicembre 2011, si compone di quattro specie:
- Goneatara eranistes (Crosby & Bishop, 1927) — USA
- Goneatara nasutus (Barrows, 1943) — USA
- Goneatara platyrhinus Crosby & Bishop, 1927[3] — USA
- Goneatara plausibilis Bishop & Crosby, 1935 — USA